# G. David Price
G. David Price (* 12. Januar 1956) ist ein britischer Geophysiker, Kristallograph und Mineraloge, Professor am University College London (UCL).
Price studierte an der University of Cambridge mit dem Bachelor-Abschluss 1977, dem Master-Abschluss und der Promotion 1981 und war danach als Fulbright-Hayes Scholar an der University of Chicago und am Clare College in Cambridge. 1983 kam er als Royal Society Research Fellow an das UCL. Er war dort Professor für Mineral Physics, Executive Dean der Mathematisch-Naturwissenschaftlichen Fakultät und Vice Provost für Forschung.
Er benutzte quantenmechanische Moleküldynamik-Methoden, um das Verhalten von Mineralien im Erdmantel und von Eisen im Erdkern zu bestimmen. Ab initio Berechnungen seiner Gruppe unterstützten zum Beispiel die Erklärung der D″-Schicht im unteren Erdmantel als Übergang von Perowskiten zu Post-Perowskiten.
Bei Untersuchung von Meteoriten, die Stoßwellen ausgesetzt waren, im Transmissions-Elektronenmikroskop identifizierte er Hochdruckvarianten von Olivin, unter anderem eine von ihm Wadsleyit genannte Form, die für die 410-km-Diskontinuität verantwortlich gemacht wird.
Von ihm stammen auch wichtige Beiträge zur Aufklärung der Kristallstruktur von Zeolithen wie dem bei der Erdölverarbeitung als Katalysatoren wichtigen ZSM-5.
2006 erhielt er die Louis Néel Medal für die Etablierung der Bedeutung von numerischer Berechnung in der Physik von Mineralien und herausragende Beiträge zur Physik des Erdkerns. 1999 erhielt er die Schlumberger Medal der Mineralogical Society of Great Britain and Ireland, 2002 die Murchison Medal. Er ist Mitglied der Academia Europaea (2000), Fellow der American Geophysical Union und der Mineralogical Society of America.
2005 bis 2008 war er Herausgeber von Earth and Planetary Science Letters. 2004 bis 2006 war er Präsident der Mineralogical Society of Great Britain and Ireland.